# Codice Asuka Kiyomihara
Il Codice Asuka Kiyomihara (飛鳥浄御原令?, Asuka Kiyomihara-ryō) è un codice giuridico che raccoglie regole di governo compilate e promulgate nel 689, una delle prime, se non la prima raccolta di leggi del sistema Ritsuryō nel Giappone classico. Questo segna anche la comparsa iniziale dell'organismo amministrativo centrale chiamato Daijō-kan (Consiglio di Stato) composto dai tre ministri: il Daijō-daijin (Cancelliere), il Sadaijin (Ministro della Sinistra) e l'Udaijin (Ministro della Destra).
Si dice che nel 662 l'imperatore Tenji abbia compilato il primo codice legale (ritsuryō) giapponese noto agli storici moderni, il Codice Ōmi (近江令?, Ōmi-ryō), composto da 22 volumi, fu promulgato nell'ultimo anno del regno di Tenji. Ci sono opinioni divergenti sull'esistenza del Codice Ōmi, alcuni studiosi sostengono che non esistesse affatto, ma l'opinione ampiamente condivisa è che fosse un nome collettivo per singole leggi orientate al sistema ritsuryō e non un codice giuridico sistematico. Questa codificazione legale non esiste più, ma si dice che sia stata perfezionata in quella che è nota come Asuka Kiyomihara ritsu-ryō.
La compilazione iniziò nel 681 sotto l'imperatore Tenmu tuttavia, Tenmu morì nel 686 prima che il codice fosse completato, così l'imperatrice, la principessa Unonosarara, e il principe ereditario, il principe Kusakabe, portarono avanti il progetto. Una volta terminato il periodo di lutto, era previsto che Kusakabe salisse al trono come prossimo imperatore, ma morì improvvisamente nell'aprile del 689. Poco dopo, nel giugno dello stesso anno, il Codice Asuka Kiyomihara venne promulgato.
Il codice incorporava già diverse importanti regolamentazioni come per esempio la registrazione obbligatoria per i cittadini e il sistema di segnalazione delle pestilenze, ma era incompleto. Di conseguenza, il lavoro di compilazione del codice continuò anche dopo e fu finalmente completato con il Codice Taihō nel 701.